# 聖馬特奧伊斯塔坦

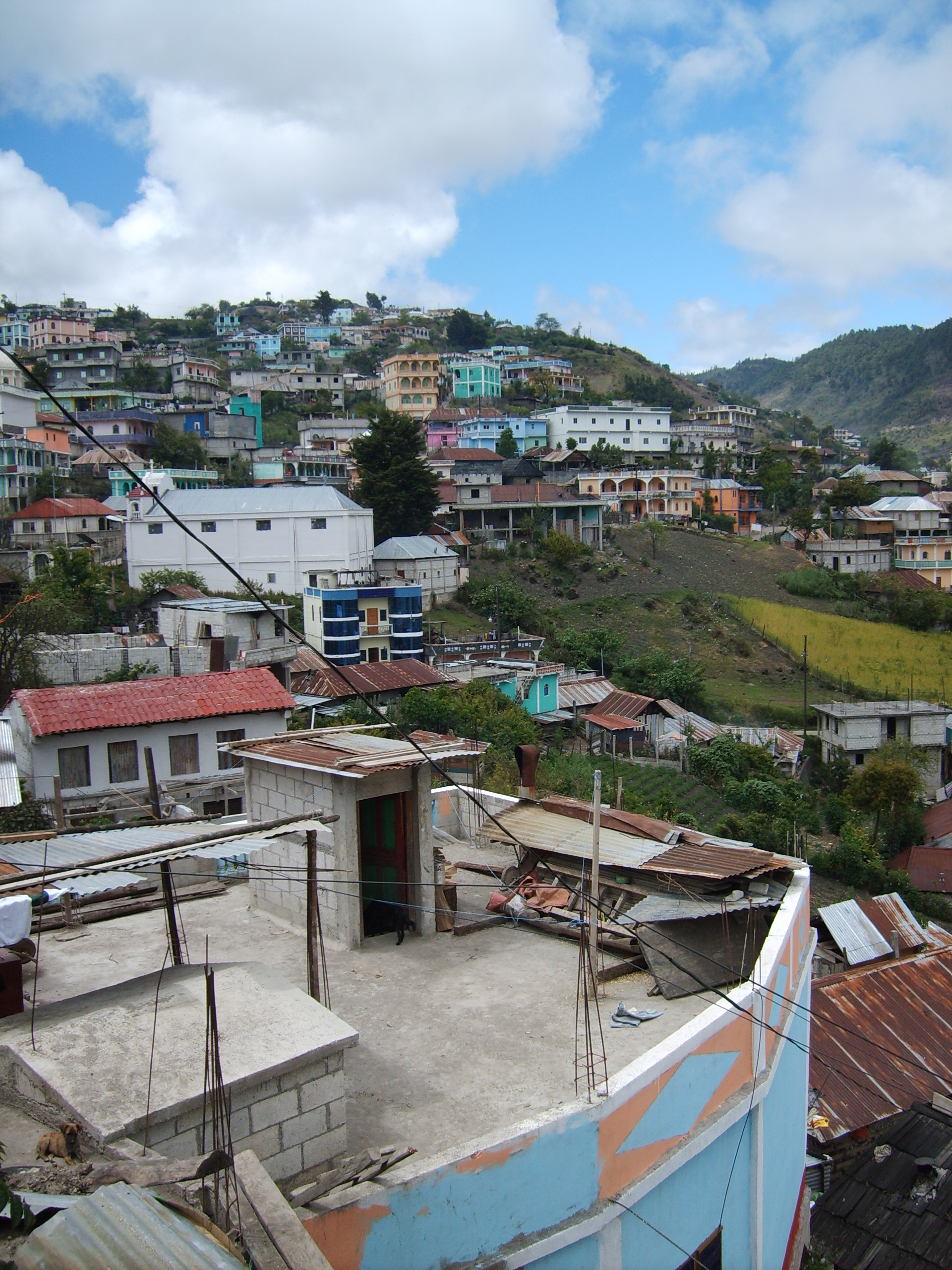

聖馬特奧伊斯塔坦（西班牙語：San Mateo Ixtatán），是危地馬拉的城鎮，位於該國西北部，由韋韋特南戈省負責管轄，面積560平方公里，海拔高度2,468米，2002年人口29,993，人口密度每平方公里53.56人。
15°50′N 91°29′W / 15.833°N 91.483°W